# Tibor Magyar
Tibor Magyar (Budapest, 27 febbraio 1941) è un ex calciatore ungherese, di ruolo centrocampista.

## Carriera
Lasciata la natia Ungheria si trasferisce in Canada, ove gioca nel Toronto Hungaria.
Nel 1968 viene ingaggiato dagli statunitensi del Houston Stars, impegnati nella neonata North American Soccer League. Salta alcuni incontri a causa di un infortunio subito il 14 aprile in una partita contro il K.C. Spurs, mentre segna la sua prima ed unica rete nella vittoria per 3-0 del 17 agosto sempre contro gli Spurs. Con gli Stars ottenne il secondo posto della Gulf Division della NASL 1968, non riuscendo ad accedere alla fase finale del torneo.
Magyar gioca il resto della carriera nelle leghe minori canadesi e californiane. Nell'aprile 1969 viene convocato nella selezione della Southern California All-stars per disputare un incontro contro la nazionale statunitense.